# Taigadyngbagge
Taigadyngbagge (Aphodius piceus) är en skalbaggsart som beskrevs av Leonard Gyllenhaal 1808. Taigadyngbagge ingår i släktet Aphodius, och familjen bladhorningar. Arten är reproducerande i Sverige.